# T-95

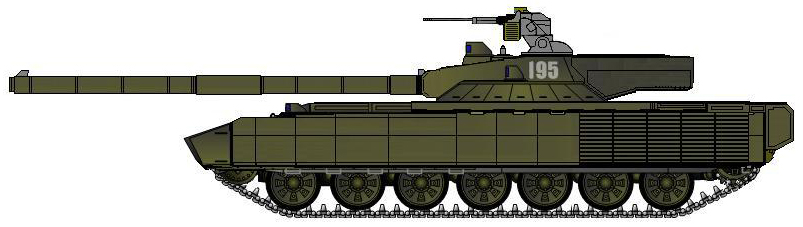
Prototyp T-95

T-95 (též Objekt 195) je označení projektu ruského hlavního bojového tanku čtvrté generace, který měl nahradit typy T-80 a T-90. Tank vyvíjela společnost Uralvagonzavod. Ruské oficiální zdroje tento projekt oznámily v roce 2000, ale neuvedly žádné konkrétní údaje. Tank měl být zaveden do výzbroje v roce 2009, ale vývoj se neustále opožďoval. V květnu 2010 ruská vláda svou účast v projektu ukončila a přestala jej financovat. Většina publikovaných informací o tomto tanku má spekulativní charakter.